# NGC 4464
NGC 4464 (другие обозначения — UGC 7619, MCG 1-32-78, ZWG 42.128, VCC 1178, PGC 41148) — галактика в созвездии Девы.
Хотя эта галактика раннего морфологического типа относительно тусклая, с абсолютной звёздной величиной −17,68m, в её центре обнаружен источник жёсткого рентгеновского излучения. Его светимость составляет 4,7⋅1038 эрг/с, и, по всей видимости, вызвана активностью ядра ― вероятность того, что это маломассивная рентгеновская двойная звезда из центрального звёздного скопления в галактике, невелика.
На протяжении большей части галактики показатель цвета g−i остаётся постоянным и составляет 1,2m. Изофоты галактики имеют «дискообразную» форму.
Этот объект входит в число перечисленных в оригинальной редакции «Нового общего каталога».